# 细瘦六道木
细瘦六道木（学名：Abelia forrestii）是忍冬科六道木属的植物，是中国的特有植物。分布于中国大陆的云南、四川等地，生长于海拔1,900米至3,300米的地区，见于山坡阳处及灌丛中，目前尚未由人工引种栽培。